# Rühlingstetten
Rühlingstetten ist ein Gemeindeteil der Gemeinde Wilburgstetten im Landkreis Ansbach (Mittelfranken, Bayern). Die Gemarkung Rühlingstetten hat eine Fläche von 3,932 km². Sie ist in 396 Flurstücke aufgeteilt, die eine durchschnittliche Fläche von 9930,09 m² haben.

## Geografie
Das Pfarrdorf ist der südlichste Ort des Landkreises Ansbach. Nördlich des Ortes entspringt der Sauerwiesengraben, südlich des Ortes der Mauchgraben, beides rechte Zuflüsse der Mauch. Im Nordosten erheben sich der Galgen- und Aidelsberg, im Osten liegen die Reutäcker und der Spitalwald. Dort befindet sich ein Burgstall. Eine Sandgrube am Osthang des Aidelsberges ist als Geotop und als Naturdenkmal ausgezeichnet.
Die Landesstraße/Staatsstraße 1076 führt nach Bergheim (1,1 km westlich) bzw. zur Bundesstraße 25 (1,1 km nordöstlich).

## Geschichte
Der Ort wurde früher „Riedelstetten“ bzw. „Rielestetten“ genannt.
Das Hochgericht und die Dorf- und Gemeindeherrschaft übte die oettingische Landvogtei Utzwingen aus. Die Reichsstadt Dinkelsbühl erhob hochgerichtliche Ansprüche auf ihre Anwesen. Ende des 18. Jahrhunderts bestand Rühlingsstetten aus 19 Anwesen. Grundherren waren
- Oettingen-Spielberg (10 Anwesen; Oberamt Mönchsroth: 1 Hofgut mit Braustatt, 1 Lehengut, 2 halbe Lehengüter; Katholisches Oberamt Oettingen: 1 Lehengut, 3 Hauslehen; Pflegamt Hochaltingen: 2 Güter),
- Reichsstadt Dinkelsbühl (Seelhauspflege: 1 Hofgut),
- Reichsstadt Nördlingen (Spital/Stiftungspflege: 1 Anwesen),
- Fürstpropstei Ellwangen (Vogtamt Raustetten: 5 Anwesen),
- Rittergut Tannhausen (2 Halbsölden).

Außerdem gab es eine Kirche, ein Pfarrhaus und ein Gemeindehirtenhaus.
1806 kam Rühlingsstetten an das Königreich Bayern. Mit dem Gemeindeedikt wurde der Ort dem 1809 gebildeten Steuerdistrikt und Ruralgemeinde Wittenbach zugewiesen. 1820 entstand die Ruralgemeinde Rühlingsstetten. Sie war in Verwaltung und Gerichtsbarkeit dem Mediatuntergericht Mönchsroth (ab 1818 Herrschaftsgericht Mönchsroth) zugeordnet und in der Finanzverwaltung dem Rentamt Oettingen (bis 1832 und 1838–1850). Ab 1850 gehörte die Gemeinde zum Landgericht Dinkelsbühl und von 1832 bis 1838 und ab 1850 Rentamt Dinkelsbühl (1919 in Finanzamt Dinkelsbühl umbenannt, seit 1973 Finanzamt Ansbach). Die Verwaltung übernahm 1862 das neu geschaffene Bezirksamt Dinkelsbühl (1939 in Landkreis Dinkelsbühl umbenannt). Die Gerichtsbarkeit blieb beim Landgericht Dinkelsbühl (1879 in das Amtsgericht Dinkelsbühl umgewandelt, seit 1973 eine Zweigstelle des Amtsgerichtes Ansbach). Die Gemeinde hatte 1964 eine Gebietsfläche von 3,930 km². Mit der Auflösung des Landkreises Dinkelsbühl im Jahr 1972 kam Rühlingsstetten an den Landkreis Ansbach. Im Zuge der Gebietsreform in Bayern wurde der Ort am 1. Mai 1978 nach Wilburgstetten eingemeindet.

### Bau- und Bodendenkmäler

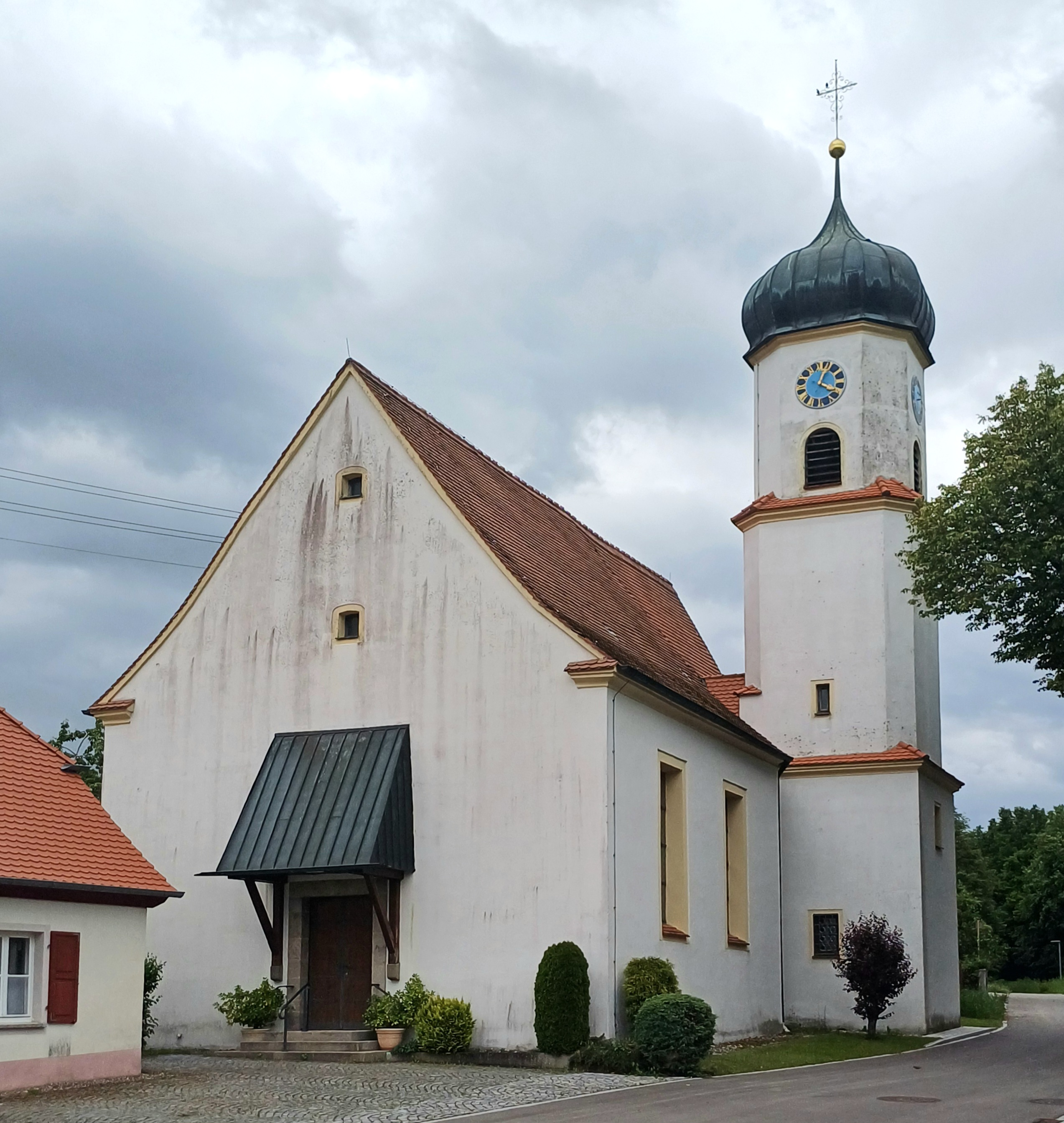
Pfarrkirche Heilige Dreifaltigkeit

In Rühlingstetten gibt es vier Baudenkmäler und ein Bodendenkmal:
- Haus Nr. 6: Wohnteil des ehemaligen Maierhofes, erdgeschossiges Satteldachhaus mit Zwerchhaus, Putzgliederung und Stichbogenfenster, Mitte 19. Jahrhundert, mit älterem Kern; Hofkapelle, kleiner gerade schließender Putzbau, 18. Jahrhundert; mit Ausstattung.
- Haus Nr. 40: Ehemaliges Schulhaus, eingeschossiger Putzbau mit Halbwalmdach, von Woerlein, 1827.
- Haus Nr. 42: Katholische Pfarrkirche Hl. Dreifaltigkeit, Saalkirche mit eingezogenem gerade schließendem Chor, daran angefügter Sakristei und südlichem Chorwinkelturm, von Architekt Woerlein, 1816/17; mit Ausstattung.
- Haus Nr. 43: Pfarrhaus, zweigeschossiger massiver Walmdachbau mit barocker Putzgliederung, 1775.

### Einwohnerentwicklung
| Jahr      | 1818   | 1840   | 1852   | 1855   | 1861   | 1867   | 1871   | 1875   | 1880   | 1885   | 1890   | 1895   | 1900   | 1905   | 1910   | 1919   | 1925   | 1933   | 1939   | 1946   | 1950   | 1952   | 1961   | 1970   | 1987   | 2005  | 2015  |
| Einwohner | 143    | 157    | 143    | 134    | 144    | 141    | 141    | 170    | 148    | 177    | 172    | 172    | 165    | 155    | 159    | 169    | 158    | 144    | 131    | 198    | 185    | 167    | 163    | 144    | 131    | *144  | *129  |
| Häuser    | 28     |        |        |        |        |        | 29     |        |        | 30     | 38     |        | 33     |        |        |        | 34     |        |        |        | 34     |        | 39     |        | 38     |       |       |
| Quelle    | [ 15 ] | [ 16 ] | [ 16 ] | [ 16 ] | [ 17 ] | [ 18 ] | [ 19 ] | [ 20 ] | [ 21 ] | [ 22 ] | [ 23 ] | [ 16 ] | [ 24 ] | [ 16 ] | [ 25 ] | [ 16 ] | [ 26 ] | [ 16 ] | [ 16 ] | [ 16 ] | [ 27 ] | [ 16 ] | [ 10 ] | [ 28 ] | [ 29 ] | [ 2 ] | [ 2 ] |

## Religion
Der Ort ist römisch-katholisch geprägt und ist Sitz der Pfarrei Heilige Dreifaltigkeit. Die Protestanten sind nach St. Stephan (Greiselbach) gepfarrt.

## Wirtschaft und Infrastruktur
In Rühlingstetten gibt es neben einer katholischen Erholungsherberge zwei Schreinereien, zwei Gastwirtschaften und ein Elektrogeschäft.
Etwa einen Kilometer nordöstlich des Orts verlaufen die Bundesstraße 25 und die Bahnstrecke Nördlingen–Dombühl, wo bis 1985 der Haltepunkt Rühlingstetten im Personenverkehr bedient wurde.